# محمد المسير
محمد سيد أحمد رمضان سيد أحمد يوسف المسير (8 يونيو 1948 - 2 نوفمبر 2008)، هو كاتب وفقيه إسلامي وأستاذ جامعي مصري.

## نشأته
ولد محمد المسير سنة 1948. حيث تربى في بيت أزهري، وكان والده الأستاذ الدكتور سيد أحمد المسير (1907 - 8 ذو القعدة 1395 هـ / 11 نوفمبر 1975م) وجده لأمه وجميع أصهاره وأخواله من كبار علماء الأزهر، أساتذة جامعيين، وظهر نبوغه مبكرًا، فقد أتم حفظ القرآن في سن مبكرة على يد والدته (1911م - 2001م).

## تعليمه ونشاطاته
- حصل على الشهادة الإعدادية سنة 1964 وكان ترتيبه الأول على الجمهورية.
- حصل على الثانوية الأزهرية سنة 1969.
- حصل على تقدير ممتاز مع مرتبة الشرف في الشهادة العالية من قسم العقيدة والفلسفة - كلية أصول الدين بالقاهرة 1393هـ 1973.
- حصل على الدكتوراه بمرتبة الشرف الأولى من جامعة الأزهر في العقيدة والفلسفة ومقارنة الأديان. 1398هـ - 1978م.
- أعير أستاذا مشاركاٌ ورئيسا لقسم اللغة العربية والدراسات الإسلامية في كلية التربية - فرع جامعة الملك عبد العزيز بالمدينة المنورة 1983-1987م.
- أعير أستاذًا للعقيدة والأديان في كلية الدعوة وأصول الدين جامعة أم القرى بمكة المكرمة 1993 -1998م.
- أنتدب للتدريس في كليتي التربية والعلوم - جامعة قناة السويس بالإسماعيلية على مدى سنوات عدة.
- قام بالتدريس في دورات معهد الإذاعة والتليفزيون بوزارة الإعلام، ودورات تدريب الأئمة ومراكز الثقافة بوزارة الأوقاف، ومعهد الدراسات الإسلامية بالزمالك التابع لوزارة التعليم العالى. شارك في لجان الاختيار لجائزة الملك فيصل العالمية.
- شارك في عضوية لجنة اختيار قراء القرآن الكريم بالتليفزيون المصري 1989م.
- عمل مستشارا لوزير الأوقاف المصري سنة 1992م.
- شارك في عضوية المجلس الأعلى للشئون الإسلامية بالقاهرة.
- شارك بنشاط واسع في الإعلام المقروء والمسموع والمرئي بمصر والعالم الإسلامي.
- ترجمت بعض كتبة إلى لغات عدة منها: الإندونيسية والماليزية والألبانية.
- شارك في كثير من المؤتمرات العالمية والملتقيات الفكرية في كل من: القاهرة، مكة المكرمة، الرياض، مسقط، أبوظبي، بغداد، الكويت، بيروت، الجزائر، طهران، موسكو، والمات عاصمة كازخستان، وطشقند عاصمة أوزبكستان، وباكو عاصمة أذربيجان، وعشق آباد عاصمة تركمانستان، وتيرانا عاصمة ألبانيا.
- أطلق قبل وفاته حملة قومية لعودة الحياء إلى الشارع بعد انتشار ظاهرة العري والانحطاط الأخلاقي.
- كان أحد أنشط الدعاة من خلال وسائل الإعلام ومن البرامج الإذاعية التي شارك فيها:
- «بريد الإسلام»
- «رأى الدين»
- «عقيدة وعمل»

## مؤلفاته
أبرز مؤلفاته التي تزيد على الأربعين:
1. الروح في دراسات المتكلمين والفلاسفة. دار المعارف (1988).
2. الشفاعة في الإسلام، دار المعارف،
3. عبادة الشيطان في البيان القرآني والتاريخ الإنساني، دار الوفاء (1997).
4. أصول النصرانية في الميزان: دراسة عن أصول الديانة المسيحية، دار الطباعة المحمدية (1988).
5. الرسالة والرسل في العقيدة الإسلامية،
6. المدخل لدراسة الأديان،
7. الحوار بين الجماعات الإسلامية، دار الطباعة المحمدية (1997).
8. قضية التكفير في الفكر الإسلامي، دار الطباعة المحمدية (1996).
9. الرسول صلى الله عليه وسلم في رمضان، مكتبة الصفا (1989).
10. دراسات قرآنية.
11. محاولة لتطبيق الشريعة الإسلامية.
12. قضايا الفكر الإسلامي المعاصر، دار نهضة مصر للطباعة والنشر والتوزيع (2002).
13. أخلاق الأسرة المسلمة - بحوث وفتاوى، دار الطباعة المحمدية (1996).
14. النبوة المحمدية دلائلها وخصائصها، دار الاعتصام (2000).
15. الإلهيات في العقيدة الإسلامية، دار الاعتصام (1998).
16. التمهيد في دراسة العقيدة الإسلامية، دار الطباعة المحمدية (1998).
17. المسيح ورسالته في القرآن، مكتبة الصفا (1999).
18. نحو دستور إسلامي وضع مواده الأزهر الشريف، المكتبة التوفيقية (2008).

## وفاته
في يوم الأحد 2 نوفمبر 2008 توفى المسير عن عمر يناهز 60 عاما بعد صراع مع مرض الكبد استمر لمدة 15عام ، كان الدكتور المسير قد دخل العناية المركزة بمستشفي المقاولون العرب متأثرا بمرض في الكبد يستلزم إجراء جراحة عاجلة لزرع كبد وسافر الى الصين.. لكن لم تتم العملية.. لتدهور حالته فنزل الى مصر.. وحمد الله تعالى.. ودخل مستشفى الطبي العالمي.. الى أن توفي ، وشيعت جنازته في نفس اليوم ودفن بقرية كفر طبلوها مركز تلا بمحافظة المنوفية .